# Ryūkō Gō
Ryūkō Gō (nascido Luis Gō Ikemori em São Paulo, 26 de maio de 1968), é um lutador profissional de sumô brasileiro.
De ascendência japonesa, tornou-se, em 1990, o primeiro brasileiro a vencer o Campeonato Nacional Universitário Japonês de Sumô.
Na cerimônia de abertura das Olimpíadas de Nagano de 1998, foi decidido que devido ao número de lutadores que tinham experiência em sekitori também participariam, embora na época estivesse em 39º lugar na área de East Makishita, e lutadores estrangeiros liderariam a equipe de seus países de origem. Devido a isso, ele liderou a equipe do Brasil.
Luiz é pai do também lutador de sumô brasileiro Claudio Ikemori.

## Carreira
Na juventude praticou judô, mas migrou para o sumô aos 16 anos. Aos 18 anos foi para o Japão e venceu um torneio internacional, e em 1990, competindo pela Universidade Takushoku tornou-se o primeiro brasileiro a vencer o Campeonato Nacional Universitário Japonês de Sumô.
Em maio de 1992, tornou-se profissional, ingressando no estábulo Tamanoi. Ele foi o primeiro lutador estrangeiro a receber o status de "makushita tsukedashi", o que significa que, por causa de suas conquistas no sumô amador, ele poderia começar na última posição da terceira divisão mais alta de makushita. Ele alcançou o status de sekitori de elite em março de 1994, quando foi promovido à divisão jūryō. Ryūkō foi seu último shikona ou nome de luta - ele também era conhecido como Ikemori e Ryūdō. Sua classificação mais alta foi Jūryō 8, alcançada em março de 1995. Ele tinha ascendência japonesa e adotou a cidadania japonesa em 22 de abril de 1996 (mesmo dia que Akebono Tarō). Tendo caído no ranking de banzuke, ele se aposentou em janeiro de 1999. Ele permaneceu no Japão, trabalhando para uma empresa em Tóquio.

## Cartel
- Recorde vitalício: 167 vitórias, 150 derrotas, 26 vitórias, porcentagem de vitórias 0,527
- Recorde do júri: 44 vitórias, 49 derrotas, 12 quebras, porcentagem de vitórias 0,473